# Riverwood (Kentucky)
Riverwood es una ciudad ubicada en el condado de Jefferson en el estado estadounidense de Kentucky. En el Censo de 2010 tenía una población de 446 habitantes y una densidad poblacional de 823,93 personas por km².

## Geografía
Riverwood se encuentra ubicada en las coordenadas 38°17′1″N 85°39′43″O / 38.28361, -85.66194. Según la Oficina del Censo de los Estados Unidos, Riverwood tiene una superficie total de 0.54 km², de la cual 0.54 km² corresponden a tierra firme y (0.48%) 0 km² es agua.

## Demografía
Según el censo de 2010, había 446 personas residiendo en Riverwood. La densidad de población era de 823,93 hab./km². De los 446 habitantes, Riverwood estaba compuesto por el 97.09% blancos, el 0.45% eran afroamericanos, el 0% eran amerindios, el 1.57% eran asiáticos, el 0% eran isleños del Pacífico, el 0% eran de otras razas y el 0.9% pertenecían a dos o más razas. Del total de la población el 0.45% eran hispanos o latinos de cualquier raza.